# Élections municipales de 1995 à Madrid
Les élections municipales espagnoles ont eu lieu le 28 mai 1995 à Madrid.